# Schoeck Peak
Schoeck Peak ist ein 1810 m hoher Berg im Ellsworthgebirge des westantarktischen Ellsworthlands. In den Enterprise Hills der Heritage Range ragt er am Kopfende des Horseshoe Valley auf. Vom Schoeck Peak aus fließt der Henderson-Gletscher in Richtung Nordost durch die Enterprise Hills zum Union-Gletscher.
Der United States Geological Survey kartierte ihn anhand eigener Vermessungen und Luftaufnahmen der United States Navy aus den Jahren von 1961 bis 1966. Das Advisory Committee on Antarctic Names benannte ihn im Jahr 1966 nach Peter A. Schoeck benannt, einem Wissenschaftler, der 1957 auf der amerikanischen Antarktisstation Little America V Polarlichter erforscht hatte.